# Vulcano (munizione)
Con il nome Vulcano identifica una nuova famiglia di proiettili per il cannone navale 127mm anche nella versione 64 calibri e per gli obici da 155 mm, sia il cannone trainato Fh-70 sia per quelli che equipaggiano i semoventi M109 e PzH 2000. 
Prodotti dalla Oto Melara, questi proiettili hanno la caratteristica di avere una gittata estesa rispetto al munizionamento tradizionale dello stesso calibro e, per alcune versioni, un sistema di guida che consente attacchi di precisione contro bersagli navali o terrestri.
Lo stesso proiettile può essere sparato da calibri diversi (127 mm e 155 mm) in quanto questo risulta essere sottocalibrato e camerato tramite dei distanziali a perdere nello stesso modo dei proiettili APFSDS, la denominazione precisa per questo tipo di munizioni è HEFSDS (High Explosives Fin Stabilized Discarding Sabot) cioè proiettile ad alta esplosività, stabilizzato ad alette, ad abbandono d'involucro.

## Caratteristiche
La munizioni sono composte da due sezioni: quella anteriore con 6 alette canard e la testata, quella posteriore con alette spaziatrici. In tutto il proiettile pesa circa 20 kg con 2,5 kg di esplosivo. Le munizioni saranno di 3 tipi:
- Ballistic Extended Range (BER) - versione base non guidata che può raggiungere i 70 km e può essere utilizzata contro ogni tipo di obiettivo navale, terrestre o aereo.[3]
- Guided Long Range (GLR/IR) - versione antinave guidata nel finale da un sensore infrarosso (IR) che inizia a cercare il bersaglio ad una distanza di 6 km e ad un'altezza di 2,5 km. Può raggiungere i 90 km o anche 120 km se sparato dalla canna da 64 calibri. La testata esplode dopo aver penetrato lo scafo della nave bersaglio. Oto Melara indica una "kill probability" dell'80% con il primo colpo contro una nave delle dimensioni di una fregata.[3]
- Guided Long Range (GLR) - munizione completamente guidata tramite GPS e IMU (Inertial Measurement Unit). Il proiettile viene sparato fino a 25 km in altezza dove viene guidato dal sistema IMU costantemente aggiornato dal GPS proseguendo a velocità supersonica con angolo di discesa costante. L'ultima fase del volo avviene in picchiata sull'obiettivo.[3].

La traiettoria delle munizioni non guidate è di tipo convenzionale balistico con una gittata fino a 70 km, mentre la gittata delle versioni guidate raggiungerà i 100 km quando sparate dal cannone cal. 127/54C e di 120 km quando sparate dal cannone cal. 127/64LW.